# Hypholoma xanthocephalum
Hypholoma xanthocephalum är en svampart som beskrevs av P.D. Orton 1984. Hypholoma xanthocephalum ingår i släktet Hypholoma och familjen Strophariaceae.  Artens status i Sverige är: Ej påträffad. Inga underarter finns listade i Catalogue of Life.